# Calophasia pygmaea
Calophasia pygmaea là một loài bướm đêm trong họ Noctuidae.